# La Princesse de Clèves
La Princesse de Clèves é um romance francês que foi publicado anonimamente em março de 1678.  É considerado por muitos como o início da tradição moderna do romance psicológico e como um grande trabalho clássico, também apontado por autores como Richard Maxwell como o primeiro romance histórico. Sua autoria é geralmente atribuída para a Madame de La Fayette.
A trama ocorre entre outubro de 1558 e novembro de 1559 na corte real de Henrique II da França .  O romance recria essa época com precisão notável.  Quase todos os personagens - embora não a heroína - são figuras históricas.  Eventos e intrigas se desdobram com grande fidelidade ao registro documental.

## Resumo do enredo
Mademoiselle de Chartres é uma herdeira protegida, com dezesseis anos de idade, cuja mãe a levou para a corte de Henrique II em busca de um marido com boas perspectivas financeiras e sociais.  Quando velhos ciúmes em razão de uma faísca de parentesco intrigam contra a jovem ingênua, ela perde suas melhores perspectivas de casamento.  A jovem segue a recomendação da mãe e aceita os pedidos de um pretendente medíocre, o príncipe de Clèves.  Após o casamento, ela conhece o arrojado duque de Nemours.  Os dois se apaixonam, mas não fazem nada para perseguir suas afeições, limitando seu contato a uma visita ocasional no salão da agora Princesa de Clèves.  O duque se envolve em um escândalo na corte que leva a princesa a acreditar que ele foi infiel em suas afeições.  Uma carta de uma amante rejeitada para seu amante é descoberta no vestiário de uma das propriedades - uma carta escrita ao tio da princesa, o Vidame de Chartres , que também se envolveu em um relacionamento com a rainha.  Ele implora ao Duque de Nemours para reivindicar a posse da carta, que acaba na posse da princesa.  O duque precisa apresentar documentos do Vidame para convencer a princesa de que seu coração é verdadeiro.  Eventualmente, o príncipe de Clèves percebe que sua esposa está apaixonada por outro homem, e ela confessa isso.  Ele implacavelmente a questiona - na verdade, a engana - até que ela revele a identidade do homem.  Depois que ele envia um servo para espionar o duque de Nemours, o príncipe de Clèves acredita que sua esposa tem sido fisicamente e emocionalmente infiel a ele.  Ele adoece e morre (seja de sua doença ou de um coração partido).  Em seu leito de morte, ele culpa o duque de Nemours por seu sofrimento e implora à princesa que não se case com ele.  Agora livre para perseguir suas paixões, a princesa está dividida entre seu dever e seu amor.  O duque persegue-a mais abertamente, mas ela o rejeita, preferindo entrar em um convento por parte de cada ano.  Depois de vários anos, o amor do duque por ela finalmente desvanece e ela, ainda relativamente jovem, passa na obscuridade.
- Mademoiselle de Chartres / Madame de Clèves - A Princesa em torno da qual a história é contada.  Filha de Madame de Chartres e sobrinha do Vidame de Chartres, ela luta por todo o romance com seu dever como esposa para Monsieur de Clèves e seu amor inoportuno pelo duque de Nemours.
- Madame de Chartres - A mãe da princesa de Clèves.  Ela apoia o casamento entre sua filha e Monsieur de Clèves e adverte sua filha contra o amor do duque de Nemours.  Sua morte marca um ponto de virada para a princesa enquanto ela luta com seu amor.
- Monsieur de Clèves - O marido da princesa de Clèves.  Ele é descrito no romance como tendo "a prudência rara nos jovens" e, embora carente de características atraentes em comparação com o duque de Nemours, tem estabilidade financeira e social na corte.  Essas características fazem de Monsieur de Clèves um bom pretendente aos olhos de Madame de Chartres, a mãe da princesa.  Embora a Princesa nunca fique realmente apaixonada por ele, Monsieur de Clèves é loucamente apaixonado pela Princesa, o que acaba levando ao seu desespero depois de descobrir sobre o Duque de Nemours.
- Monsieur de Nemours - O arrojado "chef d'oeuvre de la nature" com quem a princesa de Clèves se apaixona loucamente.  Sua obsessão com a princesa o leva a fazer muitos avanços, apesar de já estar casada com Monsieur de Clèves.  (O duque histórico na época de Henri II era Jacques de Sabóia, 2º duque de Nemours)
- O rei Henrique II - o rei da França.  Acredita-se que esse personagem seja uma representação do rei Luís XIV .
- Chevalier de Guise - Um jovem cavaleiro que é loucamente apaixonado pela Princesa de Clèves.
- Madame de Tournon - Uma senhora da corte que consegue ter um caso com dois homens, Estouteville e o conde de Sancerre.
- Vidame de Chartres - O tio da princesa de Clèves e um amigo do duque de Nemours.  O duque costuma usar o Vidame como um caminho para sua sobrinha, a princesa, e em um caso, leva a culpa por uma carta que caiu do bolso do Vidame para garantir sua boa graça.  O histórico Vidame na época de Henrique II era François de Vendôme, Vidame de Chartres .

## Recepção contemporânea
O romance foi um enorme sucesso comercial na época de sua publicação, e os leitores de fora de Paris tiveram que esperar meses para receber cópias.  O romance também provocou vários debates públicos, incluindo um sobre sua autoria, e outro sobre a sabedoria da decisão da princesa de confessar seus sentimentos adúlteros ao marido.
Um dos primeiros romances psicológicos, e também o primeiro roman d'analyse (romance de análise), La Princesse de Clèves marcou um importante ponto de virada na história do romance , que até então tinha sido amplamente usado para contar romances, histórias implausíveis de heróis superando as probabilidades de encontrar um casamento feliz, com inúmeras subtramas e executando dez a doze volumes.  La Princesse de Clèves transformou o romance através de seu enredo altamente realista, uma linguagem introspectiva que explora os pensamentos e emoções interiores dos personagens, e poucas mas importantes subtramas sobre as vidas de outros nobres.

## Na cultura popular
Começando em 2006, antes de se tornar o presidente francês, Nicolas Sarkozy fez alguns comentários negativos sobre o livro, argumentando que era ridículo que os exames de admissão no serviço civil tivessem incluído perguntas sobre La Princesse de Clèves .  Como resultado, durante o longo movimento de professores universitários em 2009 contra suas propostas, foram realizadas leituras públicas de La Princesse de Clèves em cidades de todo o país.  As vendas do romance aumentaram rapidamente.
Em relação a isso, o romance é usado pelo cineasta francês Christophe Honoré para seu filme La Belle Personne de 2008.  O enredo do filme segue aproximadamente o do romance, mas muda o cenário para o de um moderno liceu francês (ensino médio), referindo-se assim tanto ao romance quanto à razão de sua fama contemporânea.
O romance foi também a base do filme de 1961, de Jean Delannoy , com o mesmo título (adaptado por Jean Cocteau ), do filme The Letter, de Manoel de Oliveira , de 1999 , e de Fidelity (estrelado por Sophie Marceau ) , de Andrzej Żuławski .
O romance foi a base do filme de 2011 de Regis Sauder , Nous, princesas de Clèves , em que adolescentes de uma escola da cidade estão estudando o romance para o exame de Bacharelado.
O romance foi dramatizado como uma peça de rádio dirigida por Kirsty Williams transmitida pela BBC Radio 3 em 28 de fevereiro de 2010 - veja La Princesse de Clèves (peça de rádio) .